# Hull-Zelle

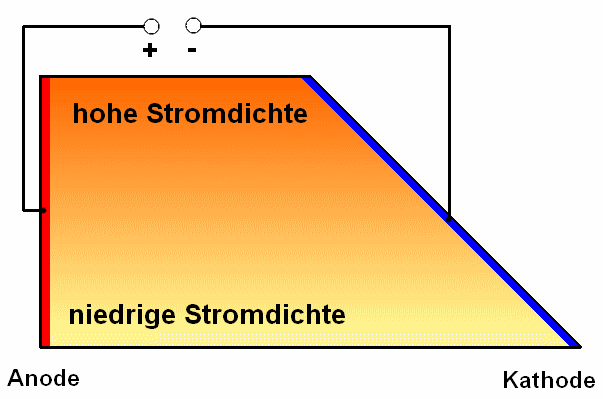
Skizze einer Hull-Zelle.

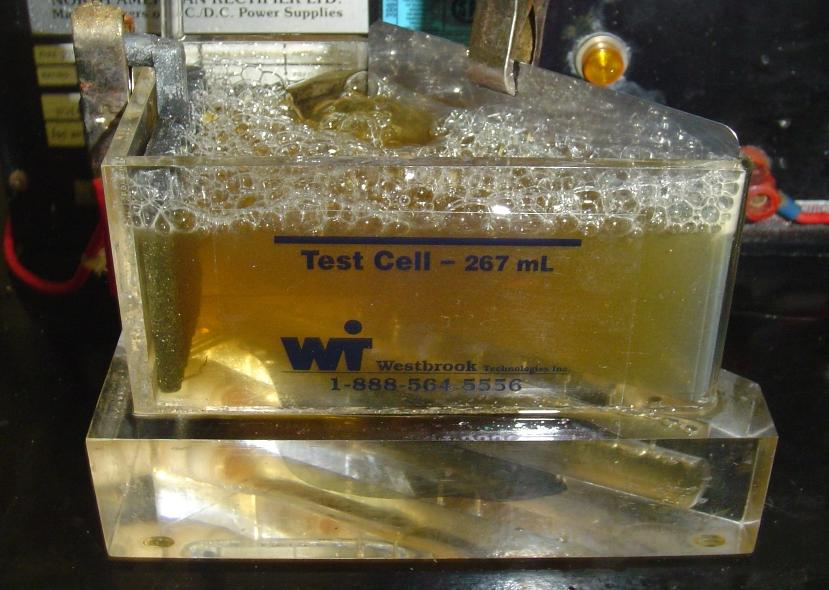
Beispiel einer Hull-Zelle, in welcher gerade eine Verzinkungs-Lösung geprüft wird

Eine Hull-Zelle ist eine standardisierte, auf Labormaßstab verkleinerte Galvanisieranlage (benannt nach Richard O. Hull) Sie besteht aus einem trapezförmigen Behälter aus nichtleitendem Material, in dem die Elektroden so angeordnet sind, dass kathodische oder anodische Effekte über weite Stromdichtebereiche beobachtet werden können.
Die Untersuchung galvanischer Bäder mit der Hull-Zelle gehört seit langem zu den Standardmethoden der Galvanotechnik. Mit der Hull-Zelle lassen sich die Einflüsse der Badparameter (z. B. Temperatur, pH-Wert, Elektrolytzusammensetzung, Mangel oder Überschuss von Zusätzen, Sauberkeit, Verunreinigungen durch Fremdmetalle) auf die Eigenschaften der abgeschiedenen Schicht in Abhängigkeit von der Stromdichte bestimmen. So kann zum Beispiel ein neuer Elektrolyt im Voraus in kleinem Maßstab getestet werden.
Durch den trapezförmigen Grundriss der Hull-Zelle variiert der Abstand zwischen Anode und Kathode. Dadurch ist auch die Stromdichte zwischen Kathode und Anode einer Variation unterworfen, wobei dem kleinsten Abstand der beiden Elektroden die höchste Stromdichte und beim größten Abstand der beiden Elektroden die kleinste Stromdichte entspricht. Die Stromdichteverteilung ist jedoch nicht linear, sondern nimmt bei kleiner werdendem Abstand schneller zu. Der Anodenwerkstoff wird entsprechend dem zu prüfenden Elektrolyten gewählt (z. B. reines Kupfer für Kupferelektrolyte). Die Kathode dagegen besteht aus einem Prüfblech (meist Messing oder Stahl).
Die Auswertung eines Versuchs mit der Hull-Zelle erfolgt zunächst durch die Beschreibung und Interpretation des Metallüberzugs auf dem Prüfblech nach dem Aussehen (glänzend, matt, fleckig, porig, rau …). Aussagen über die Streufähigkeit eines Elektrolyten (galvanisches Bad) lassen sich ableiten, indem man die Schichtdicke im hohen und im niederen Stromdichtebereich misst und einen Faktor bildet. Vergleiche: Haring-Blum-Zelle.
Da viele Elektrolyte eine Arbeitstemperatur oberhalb der Raumtemperatur benötigen, wird eine Hull-Zelle meistens beheizt. Dazu kann eine Heizplatte (geregelt durch einen Thermofühler in der Zelle) oder ein Wasserbad benutzt werden. Heute wird oft eine Heizplatte mit integriertem Magnetrührer verwendet, wodurch eine ausreichende Elektrolytbewegung erreicht wird.

## Belege
1. ↑  Hull and his cell. Taylor & Francis, 18. Juli 2013, abgerufen am 7. Februar 2024 (Sprache: englisch; dort wiederveröffentlicht; zuvor, 2007, über Maney on behalf of the Institute veröffentlicht).